# Mersin Büyükşehir Belediyesi Spor Kulübü
El Mersin Büyükşehir Belediyesi Spor Kulübü o també conegut com a Mersin BB és un club de basquetbol de la ciutat de Mersin, a Turquia. L'equip va ser fundat el 1993.

## Palmarès masculí
- Copa turca
  - Finalistes (1): 2009–10

## Palmarès femení
- Lliga turca
  - Finalistes (1): 2008-09
- Copa presidencial turca
  - Guanyadores (1): 2009